# Кізельбронн
Кізельбронн (нім. Kieselbronn) — громада в Німеччині, знаходиться в землі Баден-Вюртемберг. Підпорядковується адміністративному округу Карлсруе. Входить до складу району Енц.
Площа — 8,63 км2. Населення становить 3013 ос. (станом на 31 грудня 2020).